# Trdnjava Predel
Trdnjava Predel (Paßsperre Predil, Depot Oberbreth, Depot Predil) je bila ena izmed šestih utrdb, ki so tvorile sistem koroških utrdb. Stoji nekaj sto metrov od prelaza Predel. Prva utrdba je bila postavljena že v času Napoleonovih vojn. Med vojno je bila po srditih bojih kar dvakrat požgana. Leta 1848 so se odločili, da na mestu stare trdnjave zgradijo novo. Ta je svojemu namenu služila do leta 1880, ko je komisija ugotovila, da trdnjava ne ustreza več sodobnim vojaškim predpisom, zato so jo spremenili v vojaško skladišče. To funkcijo je ohranila do konca prve svetovne vojne. Ker po vojni zgradbe ni nihče vzdrževal, je propadla, tako da je danes možno videti le relativno dobro ohranjene zidove. 

## Utrdba v času Napoleonovih vojn
Soška dolina je bila v času Napoleonovih vojn izrednega strateškega pomena za prodor v notranjost Avstrije. To so Avstrijci dobro vedeli, zato so v dolini Koritnice postavili utrdbo Kluže, ki pa je bila leta 1797 v prvem Napoleonovem pohodu nad Avstrijo popolnoma uničena. Zaradi pomanjkanja denarja Avstrijci utrdbe niso več obnovili. Leta 1805 se takratni avstrijski cesar Franc I. nikakor ni mogel sprijazniti z določbami Bratislavske mirovne pogodbe, zato se je začel pripravljati na novo vojno. Ukazal je gradnjo dveh popolnoma novih utrdb, ene pri Naborjetu v Kanalski dolini, druge pa pod prelazom Predel.
Za gradnjo utrdbe pod Predelom je bil zadolžen inženirski stotnik Johann Hermann von Hermannsdorf. Odločil se je, da bo utrdbo postavil tik ob cesti Predel-Log pod Mangartom, nekaj sto metrov od današnjega mejnega prehoda z Italijo. Rešitev ni bila najboljša, ker se iz utrdbe ni dalo nadzirati dolino Predelice. Prav to slabost pa je med boji sovražnik tudi izkoristil. Utrdbo so začeli graditi pozno jeseni 1808, a so morali dela zaradi zime kmalu prekiniti. Dela so lahko nadaljevali šele konec marca 1809. Glavni objekt zapore je bila stražnica (Blockhaus), ki se je nahajala na pobočju nad cesto. To je bila dvoetažna zgradba z dvojnimi zidovi iz brun. Vmesni prostor med brunami pa je bil zapolnjen s prstjo. Nižje so zgradili še podobno enoetažno zgradbo imenovano Vorwerk. Zgradbi je povezoval jarek, obdan s palisado.
8. aprila 1809 je Franc I. napovedal vojno Franciji. Pri kraju Sacile v severni Italiji je prišlo do bitke med avstrijsko armado in združeno francosko-italijansko armado. V bitko so zmagali Avstrijci, zato je cesar prekinil delo na utrdbah, saj je bil prepričan, da ju ne bo več potreboval. Medtem pa je na drugem koncu avstrijskega cesarstva prišlo do katastrofe. Zaradi vrste porazov ob Donavi se je moral nadvojvoda Karel umakniti na Češko. Če ni hotel ostati odrezan, se je moral iz Italije umakniti tudi nadvojvoda Janez. Tako se je umik avstrijskih enot iz Italije začel 1. maja in je trajal do 13. maja. Da bi si Avstrijci zaščitili umik v notranjost monarhije, so na hitro usposobili napol zgrajeno utrdbo Predel. Poveljstvo nad utrdbo je prevzel kar sam graditelj Johann Hermann von Hermannsdorf. 13. maja 1809 je pod močnim francoskim pritiskom padla utrdba pri Naborjetu. Zdaj je bila na vrsti Predelska utrdba.
Johann Hermann je poveljstvo nad utrdbo prevzel 13. maja 1809. Za priprave je imel izredno malo časa. V kratkem času mu je utrdbo uspelo oborožiti in jo založiti za šesttedensko obleganje. Prvotno posadko je zamenjala četa Slunjskega graničarskega pehotnega polka. Četa je štela 4 častnike in 218 izčrpanih in popolnoma demoraliziranih vojakov. Trdnjava je bila oborožena z desetimi topovi, za katere je skrbela topniška posadka, sestavljena iz desetih topničarjev in 25 mož pomožne enote. Utrdba ob cesti je bila oborožena z dvema trifuntnima poljskima topoma, stražnica pa z dvema šestfuntnima trdnjavskima topoma in dvema trifuntnima gorskima topoma, poleg tega pa še s štirimi ročnimi topiči.
15. maja je utrdba zaradi umikajoče se avstrijske armade dobila okrepitev. Kmalu je postala odrezana od avstrijske glavnine. Istega dne zvečer so Francozi že prišli do utrdbe in jo popolnoma obkolili. Prvi napad na utrdbo se je začel 16. maja. Ker je ta spodletel, se pričelo medsebojno topniško obstreljevanje. 18. maja je bil odločilni dan. Že zgodaj zjutraj so Francozi začeli s topniškim obstreljevanjem, ki je uničilo skoraj vse topove v utrdbi. Poveljnik francoske armade je branilcem ponudil zadnjo možnost predaje, ki pa so jo brez premisleka zavrnili. Popoldan se je začel splošni napad nekaj tisoč francoskih vojakov. Branilci niso imeli nobene možnosti za zmago. Ker so bili francoski vojaki zaradi hudih izgub besni, so bili s preživelimi branilci neusmiljeni. Večino so jih pobili z bajoneti in sabljami, nekatere pa so pustili žive zgoreti v požgani stražnici. Ujetništvo so preživeli le trije častniki, štirje vojaki in en topničar. Poveljnik utrdbe Johann Hermann je bil med zadnjim bojem smrtno ranjen.

## Obnova utrdbe
Prvo pobudo za obnovo utrdb je dal nadvojvoda Janez leta 1818. Stvari se kljub njegovi pozivom, da so vrata v središče Avstrije na stežaj odprta, niso kaj dosti spremenile. Potem pa je prišlo leto 1848, znano tudi kot revolucionarno leto, ko se je skoraj po vsej Evropi pričela vrsta uporov. Tistega leta je v Italiji prišlo do združitvenih teženj, ki pa so jim Avstrijci nasprotovali, saj bi tako izgubili vpliv nad italijanskim ozemljem. Da bi zaščitili svoje interese, so začeli obnavljati utrdbe ob Italijansko-Avstrijski meji. Tako je obnovo doživela tudi Predelska utrdba.
Obnova se je začela junija 1848. Nova zasnova utrdbe je bila podobna stari. Zgrajena je bila iz dveh stavb, glavne stražnice s križnim tlorisom (Kreuzblockhaus) in obrambno zgradbo (Wachgebaude). Stražnico je s treh strani obdajal 5 m globok obzidan jarek. V kleti je imela cisterno in skladišče živeža ter streliva, v pritličju so bili bivalni prostori in kuhinja, prvo nadstropje pa je bilo namenjeno topovom. Stražnica je imela deset strelnih lin za topove oborožena pa je bila s štirimi dvanajstfuntnimi topovi z železno lafeto in dvema šestfuntnima havbicama. Obrambna zgradba je bila dvoetažna. Opremljena je bila s strelnimi linami za puške. Pokrivala je zadnjo stran stražnice in onemogočala napad iz smeri dovozne ceste, poleg tega pa je z boka pokrivala predjarek. 
Spodnja utrdba je bila enonadstropna zgradba, imenovana tudi baterija (Batterie). V prvem nadstropju so bili trije položaji za dvanajstfuntne topove. Usmerjeni so bili proti kraju Strmec na Predelu. Zgradba je še imela dva komponirja s številnimi strelnimi linami. V kleti je bilo skladišče živeža, streliva in cisterna za vodo, ki je bila povezana z zgornjo utrdbo. Skupaj je lahko sprejela 50 vojakov.
Zgradbi, skupaj s podzemni deli, sta bili zgrajeni poleti 1849. Utrdba je dobila ime Paßsperre Predil, oborožili pa so jo šele leta 1850. Zanjo je bilo predvidenih 250 mož, ležišč je bilo zagotovljenih le za 130 vojakov, tako da so morali ostali spati po hodnikih ali skladiščih. Častniki so imeli ločene prostore. Do leta 1866 je bila utrdba zaradi težav v Italiji polno zasedena.

## Razorožitev
Leta 1880 je posebna komisija za utrdbe ugotovila, da utrdba Predel ne ustreza več zahtevam sodobnega vojskovanja. Komisija je hkrati ugotovila, da utrdbe ni smiselno modernizirati, zato se je odločila, da v Klužah zgradi novo in sodobnejšo utrdbo. Komisija je v svojem poročilu posebej poudarila, da je treba ustrezno zapreti tudi pot, ki se z Nevejskega prevala spusti proti Rabeljskemu jezeru in vodi mimo Rablja v Trbiž, da ne bi sovražnik novi utrdbi v Klužah prišel za hrbet. Tako so leta 1882 zgradili utrdbo v Klužah (Flitscher Klause), ki jo je od leta 1900 dopolnjevala še topniška utrdba Fort Hermann, s katero sta tvorili t. i. bovško zaporo, medtem ko sta zaporo ob Rabeljskem jezeru tvorili Seebachthalsperre in Batterae Predilsattel.
Z izgradnjo novih utrdb je utrdba Predel izgubila svoj pomen. 23. julija 1899 so jo prekvalificirali v skladišče in jo poimenovali Depot Oberbreth (Skladišče Zornji Log). Leta 1907 so jo poimenovali v Depot Predil. Utrdbo so razorožili, v njej so pustili le dva poljska topova za streljanje častnih salv. Skladišče je bilo v mirnem času brez posadke, za primer vojne pa je bila načrtovana posadka štirih častnikov, zdravnik in 137 mož. Skladišče ni sodilo pod bovško zaporo temveč pod del zapore ob Rabeljskem jezeru. Med prvo svetovno vojno je bila utrdba skladišče in bivališče delavcev, v njej pa je bila tudi postaja poštnih golobov. Italijani je med vojno niso obstreljevali, tako da so se njeni zidovi zelo dobro ohranili vse do današnjih dni.